# Blues Deluxe
Blues Deluxe é o terceiro álbum de estúdio do guitarrista de blues-rock estadunidense Joe Bonamassa.
O álbum foi lançado no dia 26 de Agosto de 2003, sob o selo J&R Adventures.
| Críticas profissionais                                                      | Críticas profissionais |
| Avaliações da crítica                                                       | Avaliações da crítica  |
| Fonte                                                                       | Avaliação              |
| --------------------------------------------------------------------------- | ---------------------- |
| Allmusic                                                                    | [ 1 ]                  |
| Esta tabela precisa de ser acompanhada por texto em prosa. Consulte o guia. |                        |

## Faixas
01. You Upset Me Baby - 3:35

02. Burning Hell	- 6:49

03. Blues Deluxe	- 7:20

04. Man Of Many Words - 4:11

05. Woke Up Dreaming - 2:51

06. I Don't Live Any Where - 3:41

07. Wild About You Baby	- 3:39

08. Long Distance Blues	- 3:52
	
09. Pack It Up - 4:04

10. Left Overs - 3:22

11. Walking Blues - 4:26

12. Mumbling Word - 3:27

## Paradas Musicais
| Parada Musical (2003)         | Posição | Ref.  |
| ----------------------------- | ------- | ----- |
| US Billboard Top Blues Albums | # 8     | [ 2 ] |